# Bahnstrecke Håkantorp–Lidköping
| Kursbuchstrecke: | HLJ                                        |                                                 |                                                 |
| Streckenlänge: | 27 km                                      |                                                 |                                                 |
| Spurweite: | 891 mm; ab 1953 1435 mm                    |                                                 |                                                 |
| Streckengeschwindigkeit: | Bandel 552: (Gårdsjö)–(Håkantorp) 100 km/h |                                                 |                                                 |
| |                                            |                                                 |                                                 |
| \| \| \| Bahnstrecke Lidköping–Forshem von Forshem \| \| \| \| \| Lidköping–Skara–Stenstorps Järnväg von Skara \| \| \| \| 27,9 \| Lidköping \| Lidköping \| \| \| \| Lidan \| \| \| \| \| Lidköpings hamnbana \| \| \| \| 93,7 \| Lidköping V (1877–1893) \| Lidköping V (1877–1893) \| \| \| \| Bahnstrecke Lidköping–Tun nach Tun \| \| \| \| 94,160 \| Framnäs city (seit 1993) \| Framnäs city (seit 1993) \| \| \| 94,751 \| Lidköping-Esplanaden (bis 1993) \| Lidköping-Esplanaden (bis 1993) \| \| \| 97,0 \| Tomtehagen \| Tomtehagen \| \| \| 98,044 \| Risa \| Risa \| \| \| 99,7 \| Axtorp \| Axtorp \| \| \| 103,790 \| Lovene (ehem. Bahnhof)[2] \| Lovene (ehem. Bahnhof)[2] \| \| \| 104,8 \| Russelbacka \| Russelbacka \| \| \| 108,9 \| Bryne \| Bryne \| \| \| 111,937 \| Järpås (Hjerpås, ehem. Bahnhof)[2] \| Järpås (Hjerpås, ehem. Bahnhof)[2] \| \| \| 113,9 \| Järpås-Akron[3] (bis 2007) \| Järpås-Akron[3] (bis 2007) \| \| \| 115,310 \| Smedtofta \| Smedtofta \| \| \| 118,435 \| Stora Levene (Håkantorps anhalt, ehem. Bahnhof)[2][4] \| Stora Levene (Håkantorps anhalt, ehem. Bahnhof)[2][4] \| \| \| \| Älvsborgsbanan[5] von Uddevalla \| \| \| \| 121,021 \| Håkantorp \| Håkantorp \| \| \| \| Bahnstrecke Tumleberg–Håkantorp nach Tumleberg \| \| \| \| \| Älvsborgsbanan nach Vara \| \| \| \| \| \| \| \| Quellen: [6] \| \| \| \| |                                            |                                                 |                                                 |
| Strecke |                                            | Bahnstrecke Lidköping–Forshem von Forshem       | Bahnstrecke Lidköping–Forshem von Forshem       |
| Abzweig geradeaus und ehemals von links |                                            | Lidköping–Skara–Stenstorps Järnväg von Skara    | Lidköping–Skara–Stenstorps Järnväg von Skara    |
| Bahnhof | 27,9                                       | Lidköping                                       | Lidköping                                       |
| Brücke über Wasserlauf |                                            | Lidan                                           | Lidan                                           |
| Abzweig geradeaus und ehemals von rechts |                                            | Lidköpings hamnbana                             | Lidköpings hamnbana                             |
| ehemaliger Bahnhof | 93,7                                       | Lidköping V (1877–1893)                         | Lidköping V (1877–1893)                         |
| Abzweig geradeaus und ehemals nach rechts |                                            | Bahnstrecke Lidköping–Tun nach Tun              | Bahnstrecke Lidköping–Tun nach Tun              |
| Haltepunkt / Haltestelle | 94,160                                     | Framnäs city (seit 1993)                        | Framnäs city (seit 1993)                        |
| ehemaliger Haltepunkt / Haltestelle | 94,751                                     | Lidköping-Esplanaden (bis 1993)                 | Lidköping-Esplanaden (bis 1993)                 |
| ehemaliger Haltepunkt / Haltestelle | 97,0                                       | Tomtehagen                                      | Tomtehagen                                      |
| ehemaliger Bahnhof | 98,044                                     | Risa                                            | Risa                                            |
| ehemaliger Haltepunkt / Haltestelle | 99,7                                       | Axtorp                                          | Axtorp                                          |
| Haltepunkt / Haltestelle | 103,790                                    | Lovene (ehem. Bahnhof)                          | Lovene (ehem. Bahnhof)                          |
| ehemaliger Haltepunkt / Haltestelle | 104,8                                      | Russelbacka                                     | Russelbacka                                     |
| ehemaliger Bahnhof | 108,9                                      | Bryne                                           | Bryne                                           |
| Haltepunkt / Haltestelle | 111,937                                    | Järpås (Hjerpås, ehem. Bahnhof)                 | Järpås (Hjerpås, ehem. Bahnhof)                 |
| ehemalige Blockstelle | 113,9                                      | Järpås-Akron (bis 2007)                         | Järpås-Akron (bis 2007)                         |
| ehemaliger Bahnhof | 115,310                                    | Smedtofta                                       | Smedtofta                                       |
| Haltepunkt / Haltestelle | 118,435                                    | Stora Levene (Håkantorps anhalt, ehem. Bahnhof) | Stora Levene (Håkantorps anhalt, ehem. Bahnhof) |
| Abzweig geradeaus und von rechts |                                            | Älvsborgsbanan von Uddevalla                    | Älvsborgsbanan von Uddevalla                    |
| Bahnhof | 121,021                                    | Håkantorp                                       | Håkantorp                                       |
| Abzweig geradeaus und ehemals nach rechts |                                            | Bahnstrecke Tumleberg–Håkantorp nach Tumleberg  | Bahnstrecke Tumleberg–Håkantorp nach Tumleberg  |
| Strecke |                                            | Älvsborgsbanan nach Vara                        | Älvsborgsbanan nach Vara                        |
| |                                            |                                                 |                                                 |
| Quellen: |                                            |                                                 |                                                 |

Die Bahnstrecke Håkantorp–Lidköping (schwedisch Lidköping–Håkantorps Järnväg (HLJ)) war eine 1877 in Betrieb genommene schmalspurige Eisenbahnstrecke zwischen Håkantorp und Lidköping in Skaraborgs län in Schweden.

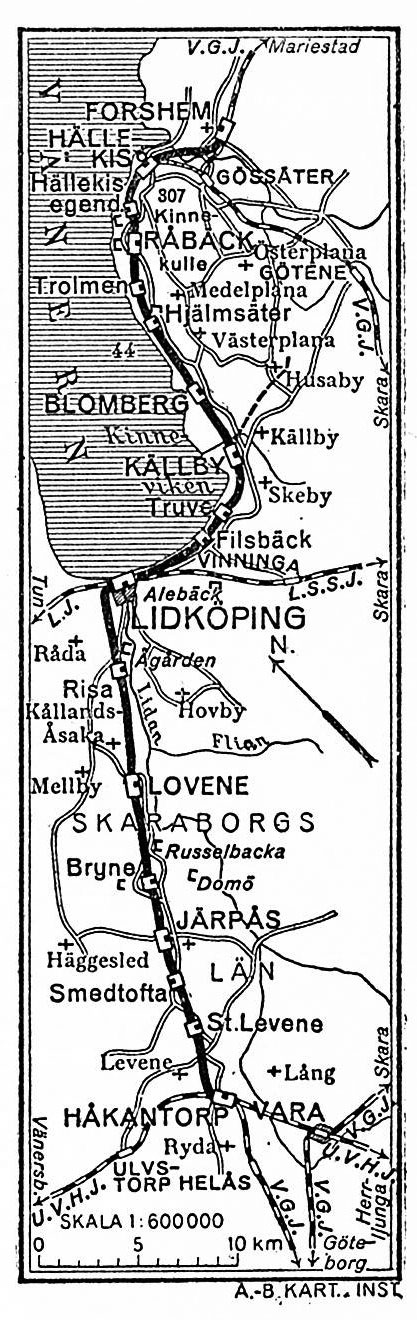
Karte von 1926

Sie ist ein Teil der Bahnstrecke Gårdsjö–Håkantorp in Västergötland, die seit der Namensreform der schwedischen Bahnstrecken durch Banverket 1990 Kinnekullebanan genannt wird.

## Lidköping–Håkantorps järnvägsaktiebolag
Die Bahnstrecke wurde von der Lidköping–Håkantorps järnvägsaktiebolag gebaut und hatte ihren Anfang in Håkantorp, von wo auch die mit 1217 mm Spurweite gebaute Uddevalla–Vänersborg–Herrljunga Järnväg (UWHJ) ihren Ausgang hatte. Der Bahnhof der HLJ wurde östlich der bereits bestehenden UWHJ-Infrastruktur errichtet. Die Strecke endete westlich des Lidan im Bahnhof Lidköping V und wurde am 12. Dezember 1877 für den Verkehr eröffnet.
Für den Betrieb der Strecke wurden zwei Dampflokomotiven beschafft:
| Nummer | Name                        | Bauart    | Achsfolge | Hersteller                      | Fabr.-Nr./ Baujahr | Besonderes |
| ------ | --------------------------- | --------- | --------- | ------------------------------- | ------------------ | --- |
| 1      | MARCUS GABRIEL DE LA GARDIE | Tenderlok | C t       | Nydqvist och Holm, Trollhättan  | 80 1877            | 1893 an Lidköping–Skara–Stenstorps Järnväg Nr. 5; 1905 an Hvetlanda–Målilla Järnväg Nr. 6; 1906 neu Nr. 15; 1910 an Ödegårdens Kalkbruk AB, Ekedalen, 1927 abgestellt, 1929 verschrottet |
| 2      | HÅKANTORP                   | Tenderlok | C t       | aNydqvist och Holm, Trollhättan | 81 1877            | 1893 an Lidköping–Skara–Stenstorps Järnväg Nr. 6; 1916 Nr. 46, 1933 verschrottet |

Das Unternehmen geriet sehr bald in finanzielle Probleme und musste 1886 Konkurs anmelden.

## Erwerb durch Lidköping–Skara–Stenstorps Järnväg
Zwischen 1886 und 1891 versuchte Lidköping–Skara–Stenstorps Järnväg (LSSJ) mehrfach bei Versteigerungsterminen die HLJ zu erwerben, was erst beim dritten Male gelang. LSSJ nahm 350.000 Kronen auf und baute eine Brücke über den Fluss Lidan, um beide Betriebsteile zu verbinden. Nach der Eröffnung der Brücke und der Betriebsaufnahme am 6. Juni 1893 wurde der Bahnhof Lidköping V geschlossen.
1902 verkaufte LSSJ die zuvor gekaufte HLJ mit den damals erworbenen Fahrzeugen an die Stadt Lidköping. Die Rechnung von 1910 wies Baukosten von 824.700 Kronen aus, davon hatten die Fahrzeuge einen Anteil von 140.400 Kronen. das Aktienkapital betrug 427.205 Kronen. Sitz der Aktiengesellschaft war Lidköping.
Nach der Eröffnung des Streckenabschnittes Håkantorp–Tumleberg durch Västergötland–Göteborgs järnvägsaktiebolag (VGJ) im Jahre 1900 fuhren durchgehende Züge von Forshem über Håkantorp nach Tumleberg.
Die Stadt Linköping überführte die HLJ zusammen mit der Kinnekulle–Lidköpings järnväg 1912 in Lidköpings järnvägar.

## Verstaatlichung
Die Strecke wurde 1948 im Rahmen der allgemeinen Eisenbahnverstaatlichung wie andere Schmalspurstrecken in Skaraborgs län von Statens Järnvägar übernommen, in deren Netz und Organisation integriert und 1953 auf Normalspur umgebaut.
Die Reste der Hafenbahn in Lidköping wurden wegen Ausweitung eines Industriegebietes eingestellt.